# Toronto FC
Toronto FC je kanadský fotbalový klub hrající severoamerickou Major League Soccer. Byl založen v roce 2006, do MLS vstoupil v roce 2007.

## Úspěchy
- 1× Canadian Championship: (2009)
- 1× MLS Cup (2017)